# Isländische Eishockeyliga 1998/99
Die Saison 1998/99 war die achte Spielzeit der isländischen Eishockeyliga, der höchsten isländischen Eishockeyspielklasse. Meister wurde zum ersten Mal in der Vereinsgeschichte überhaupt Skautafélag Reykjavíkur.

## Modus
In der Hauptrunde absolvierten die drei Mannschaften jeweils sechs Spiele. Die beiden bestplatzierten Mannschaften qualifizierten sich für das Meisterschaftsfinale. Für einen Sieg erhielt jede Mannschaft zwei Punkte, bei einem Unentschieden gab es einen Punkt und bei einer Niederlage null Punkte.

## Hauptrunde

### Tabelle
|    | Klub                         | Sp | S | U | N | Tore  | Punkte |
| -- | ---------------------------- | -- | - | - | - | ----- | ------ |
| 1. | Skautafélag Akureyrar        | 6  | 4 | 2 | 0 | 32:20 | 10     |
| 2. | Skautafélag Reykjavíkur      | 6  | 3 | 1 | 2 | 35:23 | 7      |
| 3. | Ísknattleiksfélagið Björninn | 6  | 0 | 1 | 5 | 23:47 | 1      |

Sp = Spiele, S = Siege, U = unentschieden, N = Niederlagen, OTS = Overtime-Siege, OTN = Overtime-Niederlage, SOS = Penalty-Siege, SON = Penalty-Niederlage

## Finale
- Skautafélag Akureyrar – Skautafélag Reykjavíkur 0:3 (5:9, 4:7, 5:6)